# Einspieler-Preis
Der Einspieler-Preis ist eine seit 1988 vom  Rat der Kärntner Slowenen und des Slowenischen Kulturverbandes verliehene Auszeichnung. Der Preis wird an Persönlichkeiten aus den Reihen des Mehrheitsvolkes vergeben, die sich um das Zusammenleben der Volksgruppen und um das Verständnis der Mehrheitsbevölkerung für die Anliegen und Sorgen der Kärntner Slowenen besondere Verdienste erworben haben.
Benannt ist die Auszeichnung nach Monsignore Andrej Einspieler, der als Geistlicher, Politiker, Publizist und Volksbildner in Kärnten wirkte. Er war auch Mitbegründer des Hermagoras Vereins und des „Slowenischen Vereins“.

## Preisträger
- 1988: Valentin Inzko sen., Slawist, Pädagoge und Politiker, gemeinsam mit Ernst Waldstein[2]
- 1989[2][3] oder 1990[4]: Günther Hödl, Historiker und mehrmaliger Rektor der Universität Klagenfurt
- 1991: Rudolf Kirchschläger, ehem. österreichischer Bundespräsident[2]
- 1992: Anton Pelinka, Politologe[2]
- 1993: Philipp Rauscher, Generalsekretär des Katholischen Bildungswerkes[2][5]
- 1994: Arthur Roßbacher, Obmann des Vereins Tre Populi[2]
- 1995: Hubert Frasnelli, Klubobmann der Südtiroler Volkspartei[2]
- 1996: Egon Kapellari, Bischof[2]
- 2000: Gerhard Draxler, ehem. ORF-Intendant Landesstudio Kärnten und Gerhard Weis, ehem. ORF-Generalintendant[5]
- 2001: Luis Durnwalder, Südtiroler Landeshauptmann[6]
- 2002: Hans Mosser, Deutsch- und Philosophielehrer an der HAK Völkermarkt[7]
- 2003: Herbert W. Liaunig, Unternehmer und Kunstsammler[8]
- 2004: Veit Berg, Landwirt und Sohn von Werner Berg[9]
- 2005: Heinz Dieter Pohl, Sprachwissenschafter[10]
- 2006: Peter Gstettner, Erziehungswissenschaftler
- 2007: Hilde Hawlicek, SPÖ-Politikerin, Unterrichtsministerin[11][12]
- 2008: Hans Piccottini, Künstler und Restaurator[11]
- 2009: Franz Pacher, Wirtschaftskammerpräsident[13]
- 2010: Bertram Karl Steiner, Journalist[14]
- 2011: Walfried Wutscher, Präsident der Landwirtschaftskammer Kärnten[15]
- 2012: Alois Schwarz, katholischer Bischof[16]
- 2013: Peter Handke, Schriftsteller und Übersetzer[17]
- 2014: Hellwig Valentin, Historiker und Journalist[18]
- 2015: Hubert Budai, Journalist[19][20]
- 2016: Deutschsprachige, die die slowenische Sprache erlernt haben und/oder sich aktiv in das gesellschaftliche Leben der slowenischen Volksgruppe einbringen
- 2017: Martha Stocker, Politikerin[21]
- 2018: Heinrich Neisser, Politiker[22]
- 2019: Peter Jordan, Kulturgeograph und Kartograph[23]
- 2021: Franz Glaser, Archäologe[24]
- 2022: Josef Winkler, Schriftsteller[25]
- 2023: Georg Gombos, Universitätsprofessor[26]
- 2024: Michael Georg Joham, Pfarrer[27]